# 東京都立三田高等学校
東京都立三田高等学校（とうきょうとりつ みたこうとうがっこう）は、東京都港区三田一丁目に所在する東京都立高等学校。

## 概要
1923年（大正12年）に「東京府立第六高等女学校」として創立。校章の六枚の花弁をもつ「なでしこ」は、第六高女に由来している。1950年に男女共学となり現在の名称となった 。2023年には創立100周年を迎えた 。
創立以来、時代を先取りする名門として知られ、教育の最前線を切り拓いてきた。文学、美術、国際関係など多岐にわたる分野で活躍する文化人を輩出している。本校に学んだ著名人としては、いわさきちひろ（絵本画家）、石井好子（シャンソン歌手）、猿橋勝子（地球科学者）、大橋鎭子（エッセイスト）、田名網敬一（アーティスト）、デヴィ・スカルノ（国際的社交家・元大統領夫人）が挙げられる。
1957年よりユネスコスクールとして国際理解教育に長年取り組んできた歴史があり 、1977年より継続して海外帰国生徒向けの入学選抜も行っている。2012年からは海外修学旅行を行っており、都立高校では珍しく韓国、マレーシア、シンガポール、台湾、アメリカ、カナダに姉妹校・提携校を持っている。他にも、第二外国語の選択授業や、外国語クラブなども提供されている。
2018年度には「知的探究イノベーター推進校」に指定され、探究活動に力を入れている 。社会のグローバル化・人工知能の普及・働き方の変化に対応するべく、生徒の学びに向かう力・人間性の涵養（かんよう）、知識・技能の習得、未知の状況に対応できる思考力・判断力・表現力の育成を目指し、特に課題研究を軸とした探究活動に取り組んでいる。
現在は、ICTを活用した文理横断的な探究的な学びを強化する学校として、文部科学省よりフル採択のDXハイスクールのほか、東京都教育委員会より進学指導推進校、Global Education Network20、東京都国際交流リーディング校、海外学校間交流推進校、都立図書館連携推進事業指定校の指定を受けている。
文化部、運動部ともに活動が盛んであり、部活動への加入率は100%を超えている。特にアメリカンフットボール部とダンス部が有名で、ダンス部は2023年に全国大会で準優勝を果たすなど、目覚ましい実績を上げている 。

## 沿革

### 東京府立第六高等女学校の創立（1920〜30年代）
1923年（大正12年）に「東京府立第六高等女学校」として開校した。初代校長の丸山丈作のもと、同年4月8日に第1回入学式が挙行された。創立当初は仮校舎で授業を行っていたが、1924年に現在地である、筑後久留米藩・有馬中務大輔の大名屋敷の跡地に新校舎を建設し移転した。当時の築山の名残として、現在も「オセンチ山」と呼ばれる丘が校庭に残っている。
大正自由教育運動の気運のさなか、開校当初から近代的な英才教育を行う女学校として知られていた。1924年に和装ではなく洋服の校服が制定され、修学旅行が実施された。1926年には（大正15年）スキー教室も開催された。同年には、作詞土岐善麿、作曲島崎赤太郎による校歌も制定された。
また、体育教育に力を注ぎ、開校当初から運動会（現在の体育祭）を芝公園で実施し、1929年（昭和4年）からは明治神宮競技場（後の国立霞ヶ丘競技場）で行った。一時は狭い校地の中にある校庭で体育祭が行われていたが、現在は大井ふ頭中央海浜公園陸上競技場で行われている。
1928年に屋外プールが完成し、1931年には女生徒の水着姿を人前に晒さないようにするため建屋が付加されて室内プールとなり、1932年には温水設備も導入された。これは女子校としては全国的にも珍しく、初代校長の「島国日本において水泳は不可欠」という信念に基づくものであった。
さらに1929年（昭和4年）には、校内に夜間部（後の定時制）として「私立第六高女夜学校」が創立。1936年（昭和11年）には「東京府立第六高女夜学校」として公立移管し、1941年（昭和16年）には「東京府立洗心女学校」と改称された。

### 戦時体制と学制改革（1940〜50年代）
1943年、東京都制施行により校名が「東京都立第六高等女学校」に変更され、同年には理系人材育成のための「東京府立女子専門学校（府立女専）」が当校に附設された。なお、府立女専はのちに新制東京都立大学 (1949-2011) 理学部（首都大学東京を経て現在は東京都立大学） の前身の一つとなった。
戦後の学制改革を経て、1948年（昭和23年）に「東京都立第六女子新制高等学校」として新制高校に移行し、1950年1月に「東京都立三田高等学校」へと改称。同年4月に男女共学・夜間定時制併置の新制高等学校に改組された。これに合わせて作詞大木惇夫、作曲乗松昭博による新校歌も制定された。
1957年にはユネスコスクール（当時はユネスコ協同学校）に指定され、国際理解教育の先駆的な存在として国際交流活動に取り組み始めた。

### 高度成長期と学校群（1960〜70年代）
1960年代に入ると学生運動が全国的に盛んになり、多くの都立進学校も混乱に陥いる。三田高校は生徒教師の協力のもと、ほぼ通常通りの授業が行われた数少ない「無紛争校」であったと言われているが、学園紛争の影響で講堂の壇上にあったスタンウェイのピアノが突き落とされて破損したという逸話も残っている。
1967年、東京都は入試制度として「学校群制度」を導入。三田高校は都立高校において女子の入学が最難関であったため、女子の募集定員が少ない日比谷高校・九段高校とともに「エリート群」と呼ばれる第11群を形成した。これは中学卒業時に個別校を選べない制度で、都立高校間の格差是正を目的としていた。
1972年から老朽化した校舎の全面改築が進められ、1977年（昭和52年）には鉄筋コンクリート造の新校舎が完成した。大規模改築を機に、この年に都立高校として初めて「海外帰国生徒学級」を設置し、国際的な教育環境づくりにも踏み出した。

### 都立高校の低迷と自由を目指して（1980〜2000年代前半）
1982年には学校群制度が廃止され「グループ合同選抜制度」へと移行。三田高校の入学難易度は、同グループでは日比谷に次ぐ位置にあった。しかし1980年代後半から1990年代にかけては、私立高校の進学実績や設備環境の優位性が広く認知されるようになり、都立高校全体の人気と進学実績は低迷の傾向を強めていった。
このような状況下で、三田高校は硬直した校則や制度を見直し、「自由な校風」を目指す方向となった。制服の廃止をはじめ、髪型・服装・持ち物などに対する規制が大幅に緩和され、生徒の自主性と多様な価値観を尊重する校風が形成された。文化祭や体育祭、自治活動にも生徒の裁量が広く認められ、個人の創造性や表現を重視する自由な学風が定着していった。
一方、進学指導の強化には遅れが見られ、1994年の単独選抜への移行後は、他校との差別化が図れないまま入試難易度・進学実績ともに低下傾向が続いた。日比谷高校が独自入試を実施し、九段高校がコース制を導入するなどの試行錯誤を行う中、三田高校は目立った改革に踏み切れずにいた。
1999年には校長室に爆発物が仕掛けられる事件が発生し、都立高校のセキュリティや教職員間の管理体制に注目が集まった。
定時制課程は次第に入学生が減少し、城南高校と三田高校をはじめとする近隣各校（日比谷、青山、第一商業、芝商業）の夜間定時制課程を統合した六本木高校の設立により、2008年（平成20年）3月に閉課となった。

### 進学指導推進校指定と発展（2009年〜現在）
2000年代以降の都立高校の諸改革以降、三田高校は重点支援校の指定を受け、教育の質を重視するようになる。2007年（平成19年）からは東京都教育委員会より「進学指導推進校」に、文部科学省により「学力向上拠点形成事業指定校」に指定された。

2009年（平成21年）に東京都東部学校支援センター学校経営支援担当副参事であった及川良一が校長に就任した。自由という名ばかりの行き過ぎた放任により、生徒の学習意欲の低下が顕在化している状況を懸念し、高校教育の成果を大学入試に委ねるのではなく、高校自らが教育の質を保証する必要性があると強調した。そうして2010年に「Mプロジェクト」が始動。生徒は読書や校外での奉仕活動を通じて大学で学びたいこと、その分野に関する課題を見つけ、調べ学習を行い、論文にまとめて発表することが課せられた。課題の発見、探究を通して、学問への関心、社会への問題意識を持たせ、教科学習や大学進学に対する動機付けをしている。
受験学力の向上に直結するアプローチではなかったため校内には消極的な意見もあったが、「大学に合格させて終わりではなく、高校の責務として、大学入学後、さらには社会に出てから伸びる生徒を育てよう」と教員に語り掛け、理解を得た。
この時期から、教職員と生徒の協働意識を象徴する言葉として「チーム三田」という表現が用いられるようになり、学校改革が本格化した。土曜授業の復活、制服の再導入、受験対策講習の充実、大手予備校の教材を活用したサテライト講習の導入に加え、難関大学への進学に対応したカリキュラム編成や進路指導体制の強化が進められた。
さらに2012年以降の修学旅行では、従来の国内旅行に代わって韓国、マレーシア、台湾などへ拡大され、姉妹校との交流活動も組み込まれるようになった。これにより、国際理解教育の一環としての学習機会が拡大した。
及川校長の退任後も、探究活動や学校の歴史を継承する体制は維持されており、各代の校長が時代に応じた新たな施策を展開している。2014年（平成26年）には、東京都立西高等学校副校長であった笹のぶえが校長に就任し、国際理解教育の発展と英語教育の底上げに取り組んだ。2016年には東京都より「英語教育推進校」および「姉妹校交流推進校」に指定され、カナダをはじめとする海外の高等学校との交流が拡充された。また三田ESPAと呼ばれる、福島県のブリティッ シュヒルズでの語学研修、校内でのスピーチやディベートに特化した英語研修、カナダ・バーノン学区でのホームスティを伴う語学研修プログラムも始動した。
こうした教育改革の成果として、早稲田大学・慶應義塾大学・上智大学・東京理科大学などの私大に加え、東京大学・京都大学・一橋大学・筑波大学といった難関国公立大学への合格者数は毎年増加している。2023年度卒業生の進学実績によると、卒業生277人中、国公立大学に延べ43人が現役合格、早慶上理に延べ122人が現役合格している。
2023年（令和5年）には創立100周年を迎え、記念式典が盛大に挙行された。

### 年表
- 1923年 - 東京府立第六高等女学校として開校。
- 1924年 - 第一回修学旅行実施。現在地に新校舎が落成し府立第三高女より移転。
- 1931年 - 屋内プール完成[15]。
- 1943年 - 都制施行により東京都立第六高等女学校と改称。都立女子専門学校が併設される。
- 1948年 - 学制改革により東京都立第六女子新制高等学校と改称。
- 1950年 - 東京都立三田高等学校と改称、男女共学開始。
- 1952年 - 学区合同選抜制度導入。
- 1957年 - ユネスコスクールに認定される[1] 。
- 1959年 - AFS留学試験に参加し、以降例年留学生を出すようになる。
- 1967年 - 学校群制度導入、日比谷高校・九段高校と11群を組む。
- 1977年 - 現在の校舎が完成、海外帰国生学級を設置。
- 1982年 - グループ合同選抜制度導入、九段・一橋・日比谷・赤坂・城南の各校と11グループに編成される。
- 1994年 - 現在の単独選抜制度導入。
- 1999年3月12日 - 都立広尾高校の教諭が校内に侵入し、校長室に爆弾を仕掛ける。建造物侵入と暴行の現行犯で逮捕される。
- 2008年 - 定時制課程を閉課。

## 基礎データ

### 交通
電車
| 路線名               | 最寄り駅   | 出口     | 徒歩所要時間 |
| -------------------- | ---------- | -------- | ------------ |
| JR山手線・京浜東北線 | 田町駅     | 北口     | 13分         |
| 都営浅草線           | 三田駅     | A10      | 12分         |
| 都営三田線           | 芝公園駅   | A2       | 7分          |
| 都営大江戸線         | 赤羽橋駅   | 赤羽橋口 | 5分          |
| 東京メトロ南北線     | 麻布十番駅 | 2番      | 10分         |

バス
| 運行事業者 | 乗車駅     | 系統 | 下車停留所          |
| ---------- | ---------- | ---- | ------------------- |
| 都営バス   | 目黒駅     | 橋86 | 「赤羽橋」、徒歩5分 |
| 都営バス   | 五反田駅   | 反96 | 「赤羽橋」、徒歩5分 |
| 都営バス   | 渋谷駅     | 都06 | 「赤羽橋」、徒歩5分 |
| 東急バス   | 東京駅南口 | 東98 | 「赤羽橋」、徒歩5分 |

### 制服
開設の翌年には洋服を校服とされた。1974年（昭和49年）から2代目としてブレザー型の標準服を導入した。これは昭和40年代前半の制服廃止闘争など、他校での学生運動の反省をふまえ、都立高校として初めて生徒教師の長期にわたる話し合いで決定されたものである。その後、自由服になったが時代の変化に伴い、2007年度入学生よりデザインを改定し、3代目の校則で規定された制服として新たに設定された。
冬服と夏服がある。ブレザー、ズボン、スカート、ネクタイは学校が指定するが、ワイシャツは正装時以外は、水色、薄黄色、薄ピンク色の無地のワイシャツの着用もできる。冬服は男女ともにネクタイを着用する。ただし、男子は青色地、女子は黄色地と色が異なる。2024年度からは女子のスラックスが導入され、好みに応じて選択できるようになった。

### 同窓会
全日制の同窓会である「ワカバ会」は一般社団法人としての法人格を持ち、同窓会の事務取扱の他、軽井沢に山荘（現在は閉鎖）と大田区鵜の木に駐車場を所有している。在校生向けに2種類の奨学金制度を提供している。

## 教育

### 教育目標
- 教養人・リーダー・開拓者の育成
- 心を鍛える

### スローガン
Have Wings and Fly High!
ー教養・探究・立志そして世界へ！ー

### 国際教育
国際理解教育に重点を置いた教育をしており、「海外帰国生徒学級」を設置。多数の帰国生が在学している。「国際理解講演会」「国際理解シンポジウム」「留学生が先生」などの独自の行事が古くから実施されているほか、外国語の特別クラブも用意されており、英語やスペイン語などの学習が授業外も可能である。3年生になると英語関係の選択科目も追加で受講できる。また、1年次には外国人講師によるドイツ語・フランス語・中国語を受講できる。学校方針で留学生も積極的に受け入れている。1991年には直前に都合で中止になったものの、当時のジョージ・H・W・ブッシュ大統領が来校する計画があった。2012年から海外修学旅行を韓国の、翌年にはマレーシアの各姉妹校先で実施している。
1957年からユネスコスクール（当時はユネスコ協同学校）として認定されている。2016年度からの「姉妹校交流推進校」の指定より、カナダでの交流校も開拓した。

### 探究活動
2000年代より探究活動に力を入れおり、三田高校が目標とする創造力（問題の発見・新しい価値の創造）の育成を図っている。社会のグローバル化・人工知能の普及・働き方の変化に対応するべく、生徒の学びに向かう力・人間性の涵養（かんよう）、知識・技能の習得、未知の状況に対応できる思考力・判断力・表現力の育成を目指し、特に課題研究を軸とした探究活動に取り組んでいる。
入学時より総合的な学習の時間（校内呼称；「探究と創造」）を活用して、研究手法や心構えを学び、その後、課題研究論文および研究要綱の作成を行う。課題研究論文および研究要綱は、2年次２学期末または３学期に完成させ、発表会を開催し、成果を校内生徒、保護者および他校教員等に披露する。本校が目標とする創造力（問題の発見・新しい価値の創造）の育成を図っている。
2018年度には「知的探究イノベーター推進校」として指定を受けている。

### 指定校として
三田高校は、東京都教育委員会および文部科学省による各種指定制度のもとで、さまざまな教育的取り組みを展開してきた。以下に、現在適用中の指定と、過去に適用されていた主な指定を示す。

#### 現在に採択された指定
平成28年度より、これまでの「進学指導推進校」「言語能力向上拠点校」の他、新たに「英語教育推進校」「姉妹校交流推進校」の指定を受けた。

##### 進学指導推進校
これまでの高い志の進路指導をより充実させ、生徒の第一志望の進路実現を叶える。

##### 言語能力向上拠点校
グローバル人材に不可欠なコミュニケーション能力を高めるために、各教科の授業はもちろん、HR活動や学校行事や部活動などの特別活動の機会を通して、表現能力を伸長する。

##### 英語教育推進校
各学年で計画的に英語の各種検定試験の受検を指導する。特に2年生ではGTEC for STUDENTSを全員が都教委の予算補助を受けて受検する。授業等で、都教委作成の英語ソフトを活用する。

##### 姉妹校交流推進校
平成24年から交流を開始した韓国忠南外国語学校や台湾の高級中学校との連携を深め、姉妹校締結を目指す。さらにカナダでの交流校も開拓する。

##### SPP（サイエンス・パートナーシップ・プロジェクト）
SPP（サイエンス・パートナーシップ・プロジェクト）とは文科省の推進する事業で、2010年から4期採択された。首都大学東京、信州大学との連携講座を実施した。

## 部活動
以下は令和元年度現在における、部活動の一覧である。
運動部
- 男子バスケットボール部
- 女子バスケットボール部
- 男子バレーボール部
- 女子バレーボール部
- バドミントン部
- アメリカンフットボール部
- サッカー部
- 硬式野球部
- 硬式テニス部
- ソフトテニス部
- 陸上競技部
- 水泳部
- 弓道部
- 剣道部
- 卓球部
- ワンダーウォーゲル部
- ダンス部

文化部
- 新聞部
- 放送部
- 吹奏楽部
- 弦楽部
- コーラス部
- フォークソング部
- 物理部
- 生物部
- 化学部
- 美術部
- 漫画研究部
- 写真部
- ホームメイド部
- 茶道部
- 英語部

同好会
- ボランティア同好会
- 地学同好会
- 劇壇同好会

### 音楽に関する部活
吹奏楽部、管弦楽部、フォークソング部、コーラス部が併存している高校は日本全国で三田高校と大阪府立北野高校のみであるとされている。

### 野球部
グラウンドが狭く、東京都済生会中央病院に隣接するなど近隣への配慮等で、三田高校は長らく野球部を持たなかった。しかし2006年度に有志によって野球同好会が設立され、翌2007年に正式な部に昇格した。

### ダンス部
2023年「第16回日本高校ダンス部選手権」において、「全国大会ビッグクラス（13～40人）」の部門で、三田高校が準優勝を受賞した。

## 学校行事

### 体育祭
板橋区の新河岸陸上競技場で行われ、赤団、白団、青団に分かれ競い合う。 コロナ禍前は大井ふ頭中央海浜公園スポーツの森陸上競技場にて行われていた。

### 白珠祭（はくじゅさい）
毎年9月の上旬に文化祭「白珠祭」が開催されている。2010年頃に学年別の出し物の形式が整備され、以降おおむね定着している。具体的には、1年生は演劇、2年生は体験型の企画、3年生は飲食模擬店を担当する構成である。2024年度からは来場者数の増加に伴う収容制限の影響により、一般来場者は事前の抽選制となった。

#### 再彩祭（さいさいさい）
2020年度（令和2年度）の白珠祭は、新型コロナウイルス感染拡大防止の観点から、東京都教育委員会の指導により学年を超えた対面開催が見送られた。代替として、無観客かつ動画再生を中心とした形式に変更し「再彩祭」として実施された。「再彩祭」という名称は、「一度は文化祭ができないと諦めらめかけたところからの再スタート、三田高校だけでなく世界が新しい環境の中での再スタート、映像再生を中心に、装飾で学校を彩る」という意味を込めて実行委員より名付けられた。再彩祭の実施期間には、校舎の済生会中央病院側に「make it blue」キャンペーンの一環として医療従事者に向けた応援メッセージの横断幕を掲出した。この取り組みは済生会中央病院の広報ニュースレター（号外）で紹介され、さらに済生会本部の機関誌『済生』2020年12月号にも掲載された。

### 修学旅行
三田高校の修学旅行の歴史は古く、創立の翌年である1924年から行われている。2012年度からは国際理解教育を促進するために、旅行先を海外に設定している。2012年度は韓国へ行き姉妹校である忠南外国語高校との交流を行った。2013年度、2014年度はマレーシア、2015年度、2016年度、2017年度は台湾、2018年度はシンガポールへそれぞれ渡航した。

### スキー教室
1926年から毎年行われていたが、現在はワカバ会が主催していて自由参加となっている。

### 合唱コンクール
1年生と2年生を対象に毎年2月頃に大田区民ホール「アプリコ」にて実施される。2008年度（平成20年）から当時の音楽主任の意向で、音楽の授業を選択している生徒、吹奏楽部、弦楽部、コーラス部が合同でベートーヴェンの交響曲第9番第四楽章「歓喜の歌」を演奏を行っており、現在は三田高校の伝統の一つとなっている。

## 学校設備
校舎は東校舎と西校舎に分かれており、西校舎は東校舎より約0.5階分高い構造となっている。この設計により、一部の階は連続しておらず、教室や施設の配置を理解するのに一定の慣れを要する。
大使館が集結している東京都港区芝の市街地に所在しており、敷地面積には限りがあるため、校舎は地上階を有効活用した縦長の構造となっている。校舎内にはエレベーターが設置されているが、半階に対応した乗降機能は備えられていない。冷暖房は全館一括制御方式で運用されており、教室ごとに個別の温度調節はできない。

### 屋内温水プール
屋内温水プールを備えており、水泳教育の充実を図ってきた歴史がある。ただし、水泳の授業は年間を通じて常時行われているわけではない。

### スタンウェイのグランドピアノ
音楽講堂にスタインウェイ社製のフルコンサート・グランドピアノが設置されている。これは初代校長丸山丈作の教育方針に賛同した父兄の寄付により1920年代に購入されたものであり、当時日本に数台しか輸入されていない最高級のピアノであった。 昭和30年代までの旧校舎時代には、講堂の舞台上に設置されており、教員よって演奏も行われ生徒に親しまれていた。 しかし学園紛争期を経て、物理的損傷や経年劣化によって演奏不能となり、長年にわたり使用されていなかった。 
2005年（平成17年）に東京都による財産調査が行われた結果、その文化財的価値が再認識された。その後、都からの補助金と、ワカバ会（同窓会）の支援によって再生された。これを記念して、2007年（平成19年）1月31日に音楽講堂にて「ニューイヤーズコンサート」が開催され、同窓生であるプロ音楽家による演奏と独唱が披露された。
以降もワカバ会主催のイベント等で継続的に使用されており、、同校の歴史的文化資産として後世に引き継がれている。特筆すべき点として、生徒に対して特に利用規定は設けられておらず、いつでも自由に演奏することができる。

## 関連団体
- 社団法人 ワカバ会（全日制同窓会）
- 青葉会（定時制同窓会）
- 三田フィルハーモニーオーケストラ - 管弦楽部の卒業生が主体となって開始したアマチュアオーケストラ

## 姉妹校・交流校
- 忠南外国語高校（韓国）
- Technical Institute of Kuala Lumpur（マレーシア）
- 台北市立大同高級中学（台湾）
- Pioneer Junior College（シンガポール）
- La Serna Hight School（アメリカ）

## 関連作品

### 小説
- 『太郎物語・高校編』（曽野綾子、新潮文庫、1978年）- 校章のイラストや学校の位置から、主人公の山本太郎が通う高校のモデルが三田高校と言われている。

### 映画・TVドラマ
- NHK連続テレビ小説「とと姉ちゃん」（NHK、2016年）- 主人公の小橋常子のモデルとなった大橋鎭子が第六校女の卒業生であり、撮影場所は異なるがドラマ内でも女学校時代の様子が描かれている。

## 著名な出身者
50音順

### 学術・研究
- 猿橋勝子 - 地球科学者（府立第六高女）
- 野本由紀夫 - 玉川大学教授
- 三浦太郎 - 中部大学教授・文化人類学者・小説「太郎物語（高校編・大学編）」のモデル
- 渡邉義浩 - 早稲田大学教授

### 政治・行政
- 芦沢一明（定時制） - 元渋谷区議会議員、第67代渋谷区議会議長、元日朝友好促進東京議員連絡会代表
- 上田令子 - 東京都議会議員、元江戸川区議会議員
- 宮崎信敏 - 元防衛医科大学校副校長、防衛官僚
- 村山一弥 - 国土交通省道路局長
- 大久保朋果 - 江東区区長

### 経済
- 石井直 - 元電通社長・現相談役
- 大橋鎭子 - 暮しの手帖社社長（府立第六高女）
- 諏訪貴子 - ダイヤ精機社長

### 文芸・芸術
- 秋山具義 - アートディレクター
- いぬいとみこ - 作家（府立第六高女）
- いわさきちひろ - 絵本作家（府立第六高女）
- 逢坂恵理子 - キュレーター
- 小川欽也 - 映画監督
- 小泉喜美子 - ミステリー作家
- 高河ゆん - 漫画家
- 斉藤敏豪 - テレビ演出家
- 田名網敬一 - アーティスト
- 成田禎介 - 画家
- 馬越陽子 - 画家
- 三浦暁子 - エッセイスト、三浦太郎の妻
- 柳家小袁治 - 落語家
- 渡辺多恵子 - 作家

### 芸能
- 新克利 - 俳優
- 石井好子 - シャンソン歌手（府立第六高女）
- 江戸川蘭子 - 元女優（府立第六高女）
- 大山のぶ代 - 女優、声優
- 友吉鶴心 - 薩摩琵琶奏者
- 金子貴俊（定時制） - 俳優・タレント
- 砂原美智子 - オペラ歌手 / パリで活躍した藤原歌劇団プリマドンナ（府立第六高女）
- 高橋洋子 - 作家・女優
- 遠野舞子 - タレント
- 拝郷メイコ - シンガーソングライター
- 森今日子 - 女優

### マスメディア
- 銅谷志朗 - フリーアナウンサー、元テレビ朝日・山陽放送アナウンサー
- 西田百合子 - 元テレビ朝日アナウンサー
- 馬野雅行 - MBS毎日放送アナウンサー、同アナウンス部長
- 渡辺慎太郎 - 編集者、カーグラフィック誌編集長（2013年 - ）

### スポーツ
- 木村祐志 - サッカー選手
- 堀越慈 - 元ラグビー日本代表、日本ラグビー協会・IRB理事

### その他
- 阿部眞弓 - 医師
- デヴィ・スカルノ（定時制中退） - インドネシア元大統領夫人、タレント
- 秋山具義 - アートディレクター